# Lissonomimus
Lissonomimus is een kevergeslacht uit de familie van de boktorren (Cerambycidae). De wetenschappelijke naam van het geslacht werd voor het eerst geldig gepubliceerd in 1992 door Viana & Martínez.

## Soorten
Lissonomimus omvat de volgende soorten:
- Lissonomimus auratopilosus Di Iorio, 1999
- Lissonomimus megaderinus (Lane, 1973)